# Centro Internacional de Exposições de Nanquim
O Centro Internacional de Exposições de Nanquim (chinês tradicional: 南京国际博览中心, chinês simplificado: 南京国际博览中心, pinyin: Nánjīng guójì bólǎn zhōngxīn) é um centro de exposições e um elemento da paisagem de Nanquim, província de Jiangsu, China. Tem uma área de exposições de 120.000 metros quadrados. As infraestruturas incluem seis pavilhões de exposição, 38 salas de conferências (20 das quais no Centro de Conferências) e um pavilhão multiusos. Ao todo, pode acolher exposições com mais de 4.500 expositores internacionais padrão de larga escala. Estão planeados mais dois pavilhões de exposição, um hotel de negócios e um hotel centro de conferências.
O Centro Internacional de Exposições de Nanquim já acolheu várias exposições de relevo, como a 6ª Convenção Mundial Chinesa de Empresários, a 6ª Feira Internacional do Sector Terciário de Retalhistas e da China ou a reunião anual da BASF-YPC Co. Ltd. No dia 12 de Dezembro de 2011, a infraestrutura venceu o prémio "As 10 melhores marcas do Ano" entre os centros de convenções e exposições da China, no encontro anual da indústria de exposições chinesa realizado em Guangzhou.

## Planeamento de projecto
A primeira fase do Centro Internacional de Exposições de Nanquim está completa. O projecto incluiu uma área de construção de 180.000 metros quadrados, incluindo seis pavilhões de exposições de piso único, um centro de conferências e um centro de escritórios. A área de cada pavilhão ronda os 21.000 metros quadrados. Todos eles podem ser divididos de forma flexível para se adaptarem aos requisitos de cada evento. A maior parte são construções com a largura de um piso único, enquanto outros têm um segundo piso.
A segunda fase do projeto está ainda em execução e abrange um hotel de negócios e um hotel centro de conferências. A área total do primeiro é de cerca de 8.000 metros quadrados e terá quase 300 quartos. Terá um estacionamento subterrâneo, átrio de entrada e uma sala de refeições no rés-do-chão.

## Gestão
A Nanjing Hexi Convention & Exhibition Co., Ltd. é uma joint venture da empresa estatal Nanjing Hexi New Town Assets Management Group Holdings Limited e da Nanjing Olympic Construction and Development Co., Ltd. A entidade tem responsabilidade total pela gestão e operação diária do Centro Internacional de Exposições de Nanquim, que inclui administração, segurança, marketing, agendamento, reservas, manutenção e refeições.

## Conceito do desenho
A infraestrutura foi concebida pela tvsdesign, uma empresa de design americana que também elaborou o  Knight Theater (Charlotte, Carolina do Norte, EUA) e o Dubai Creek (EAU). Segundo a empresa, representa espacialmente uma integração de montanhas, água, cidade e árvores, e o estilo único "Curling Dragon, Crouching Tiger" em Nanquim.

## Parâmetros técnicos
A energia total de cada pavilhão é de 2.800 kW. Todos têm disponível telefone e internet. Cada pavilhão tem 162 pontos de fornecimento de água e 81 tubos de drenagem. Os canais de descarga entre o pavilhão B e C, e o D e o E, têm 180 metros de comprimento e 30 metros de largura. A área do espaço de exposições ao ar livre é de 30.000㎡. Está dividido em seis áreas de exibição distintas. De sul para norte, têm 2.000㎡, 4.000㎡, 5.000㎡, 5.000㎡, 4.000㎡ e 10.000㎡.

## Eventos
Desde 1988, vários eventos decorreram no centro, destacando-se:
- Exposição de Pesquisa de Marketing, 23 e 24 de Setembro de 2008
- IV Fórum Urbano Mundial, 3 de Novembro de 2008
- 5ª Exposição da China para a Cooperação Internacionalm 14 a 16 de Janeiro de 2009
- Conferência de Vendas da Herbalife China, Outubro de 2009
- 12ª Cimeira Sino-Europeia, 30 de Novembro de 2009
- 3º Salão Automóvel Internacional da China (Nanquim), 4 a 8 de Junho de 2010
- 3ª Conferência da China Internacional de Cooperação de Serviços de Outsourcing, 11 e 12 de Junho de 2010
- 7ª Exposição de Casamentos XiCi e o Carnaval do Delta do Rio Yangtze de 2012, 4 de Março de 2012

## Introduções de actividade
China World Logistics Conference
Entre 19 e 20 de Novembro de 2008, o a Conferência de Logística do Mundo da China foi realizada no centro. Os organizadores foram o Conselho da China para a Promoção das Trocas Internacionais, a Fundação Internacional da China do Intercâmbio de Talentos e a Socieade de Transportes e Logística Americana. Foram abordados tópicos como a logística interna chinesa, transporte de mercadorias perigosas, tecnologia de logística, segurança de carga, logística de cadeia a frio, crise de logística da escassez de talentos, estratégias de negócios para as Pequenas e Médias empresas de logística.
Segunda Amina de Nanquim GOODJOB
A 4 de Março de 2012, foi realizada a Segunda Amina de Nanquim GOODJOB num museu do Centro Internacional de Exposições. A audiência ficou satisfeita com o ambiente confortável. Os corredores entre ambos são largos o suficiente, pelo que é muito conveniente para comprar ou tirar fotografias. O ponto alto da exibição foi o aparecimento de alcapa, que é chamado de "Besta divina", e as actuações na área de palco.
Sétima Exposição de Casamentos XiCi e Carnaval do Delta do Rio Yangtze de 2012
Entre 10 e 11 de Março de 2012, From March 10 to March 11, 2012, a Sétima Exposição de Casamentos XiCi e Carnaval do Delta do Rio Yangtze de 2012 decorreram na infraestrutura. Durante dois dias, o número de participantes excedeu os 11 milhões de passageiros com mais de 20.000 encomendas, representando um valor de transacções superior a 180 milhões de yuan. Além disso, o vice-presidente da Câmara de Nanquim, Li Qi, o vice-director do Ministro dos Serviços de Comércio e Negócios Lv jijian, e outros líderes assistiram à cerimónia de abertura a 10 de Março.
7ª Exposição da China de Controlo Numérico CCMT 2012
A 16 de Abril de 2012, On April 16, 2012, a 7ª Exposição da China de Controlo Numérico CCMT 2012 foi realizada num museu do centro, através da China Machine Tool & Tool Builders' Association (CMBTA). A cerimónia de abertura começou às 10:00 locais e teve Wang Liming (vice-presidente e secretária geral da CMBTA) como anfitriã. Juntaram-se peritos em controlo numérico, empresários e líderes governativos, além de associações. O presidente da Câmara de Nanquim, Ji Jianye, assistiu à cerimónia de abertura e cortou a fita para a Exposição. O vice-presidente Li Qi discursou na cerimónia. Depois da abertura, visitaram a Exposição.
Tema Verde — Exposição Internacional de Carros de Passageiros e Peças Mecânicas de 2012
Entre 23 e 25 de Março de 2012, a Exposição Internacional de Carros de Passageiros e Peças Mecânicas de 2012 da China (Nanquim) foi realizada no Centro de Exposições da cidade, numa organização da Associação de Transportes Públicos Urbanos da China, Associação de Veículos de Turismo de Cruzeiro da China e outras, como o Tianjin Bus Group, Hangzhou Bus Group, Kunming Bus Group, Dalian Bus Passenger Transport Group, Ningbo Bus Head Office ou o Nanjing Bus Parent Company. Participaram 26 empresas principais de autocarros domésticas e mais de 100 conhecidas empresas de peças. Durante a exposição, os empresários mostraram todos os tipos de autocarros - de turismo, com novas energias, e motor, transmissão, eixos e travões, dispositivos de baixa de velocidade, ar condicionado, pneus, baterias de autocarros de novas energias, motores, electrónica, portas de carros, lubrificação automática e vários tipos de peças de autocarro electrónicas inteligentes. Á área de exposição foi de cerca de 20.000 metros quadrados. Durante a exibição, o comité organizador levou a cabo outras actividades. Além disso, os expositores na feira também realizaram lançamentos de novos produtos e actividades de negócios, para expandirem a cultura de marca da empresa e impacto no desenvolvimento do mercado.

## Localização
O Centro Internacional de Exposições de Nanquim está no centro da Nova Cidade de Hexi. Do lado oposto está o Distrito de Negócios de Hexi. Demoram-se 30 minutos para chegar ao porto de 10 toneladas de Xinshengwei, à autoestrada do Aeroporto Internacional de Nanjing Lukou e à autoestrada Xangai-Nanquim.